# ジェットコースター (後楽園ゆうえんち)
- ローラーコースター > ジェットコースター (後楽園ゆうえんち)
- 後楽園ゆうえんち > ジェットコースター (後楽園ゆうえんち)

ジェットコースター（和製英語：Jet Coaster）は、かつて後楽園ゆうえんち（現:東京ドームシティアトラクションズ）に存在していたローラーコースターである。開業以来人気を博し、日本においてローラーコースター全体が一般的に「ジェットコースター」と呼ばれるようになるきっかけとなった。

## 概要
1955年（昭和30年）7月9日、後楽園ゆうえんちの開園とともに登場したローラーコースターで、日本初の本格的なローラーコースターと言われている 。全長550m、高さ15m、最高速度は50km/hだった。後楽園球場の隣接地に設置された。
「ジェットコースター」は後楽園ゆうえんち独自の名称で、「ジェット機のように加速して、空を飛び回る感覚」から名付けられた。
このコースターが開業した7月9日は「ジェットコースターの日」と制定された。
後楽園ゆうえんちの開園にあたり、株式会社後楽園スタヂアム（現:株式会社東京ドーム）が「なにか新しい、目玉になるアトラクションはないかな」と目を付けたのが、アメリカなど海外で人気を集め始めていた「ローラーコースター」だった。ローラーコースターは、レールの上を列車が乱高下しながら走るもので、レールが立体化されているため、都心の限られた狭い土地を有効活用することができるのが魅力だった。
当時海外からローラーコースターを輸入することができなかったため、建設会社の明和工務店に当時いた、戦闘機「紫電改」を開発した旧川西航空機の技術者によるプロジェクトチームによって設計された。プロジェクトメンバーは誰もローラーコースターの実物を見たことがなく、映像だけを頼りに設計した。
当時日本にはローラーコースターがほとんど存在せず、日本の人々はローラーコースターのような遊具に慣れていなかったため、速さに驚いてしまい、驚きのあまり失神する人が出てはいけないと考え、当時アメリカに存在していたものよりもスピードや落差も控えめにした。また、こうしたコースターを建設する許可の基準もなかったことから、専門家にチェックと査定を依頼して、独自に安全面を徹底した上でコースターを整備した。
放射9号線道路拡張工事のため、1967年（昭和42年）に営業を終了し、撤去された。後楽園ゆうえんちのローラーコースターは、翌1968年（昭和43年）の再開業と同時に登場した「ジャイアンツコースター」に引き継がれた。跡地は道路用地になった他、1973年（昭和48年）に「パラシュートランド」が開業し、現在は「パラシュートゾーン」となっている。